# Herbert Machacek

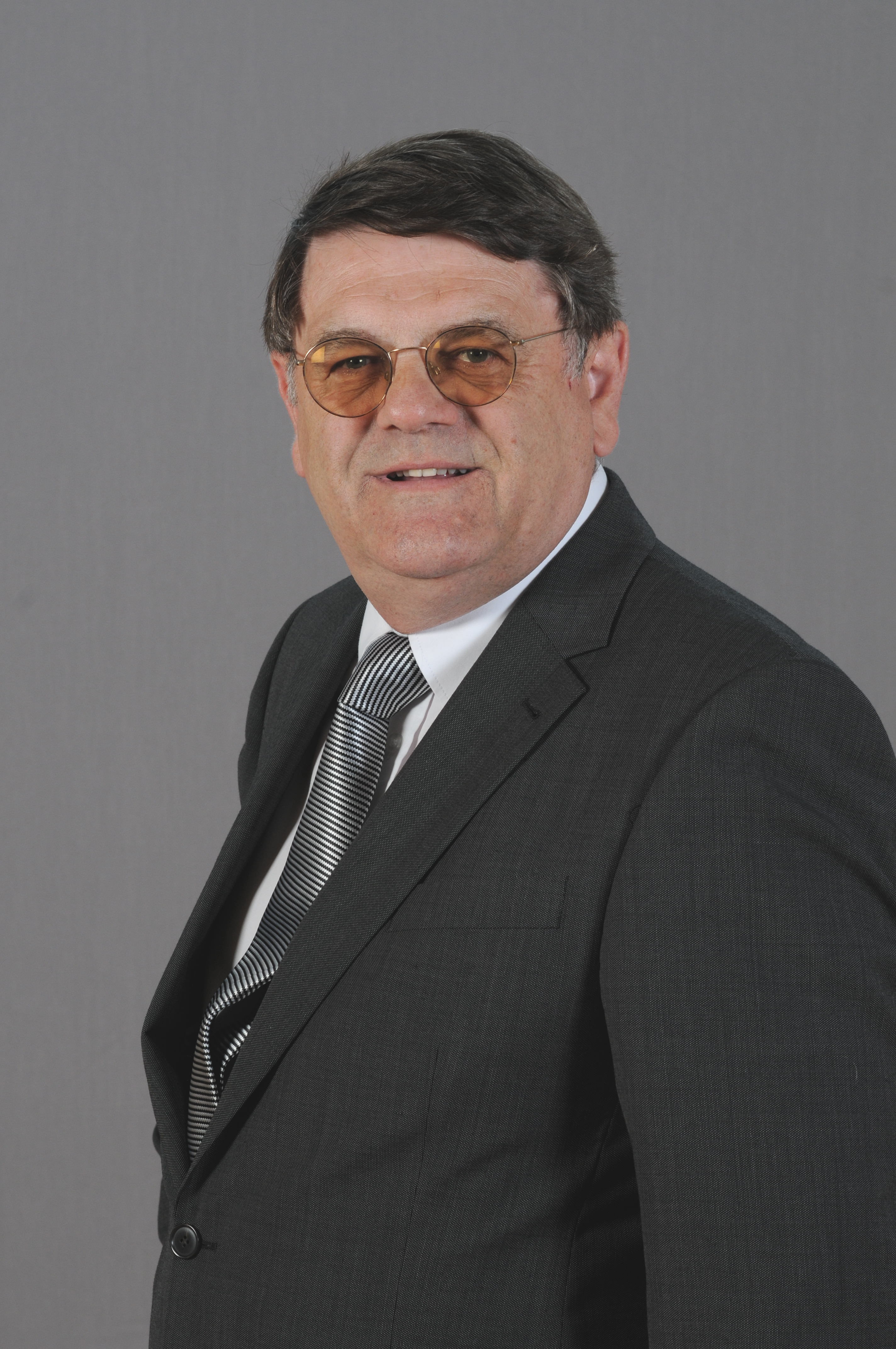
Herbert Machacek (2013)

Herbert Machacek (* 31. Mai 1949 in Wien) ist ein österreichischer Politiker (FRANK). Er war von 2013 bis 2018 Abgeordneter zum Landtag von Niederösterreich.

## Leben
Machacek besuchte nach der Volksschule das BRG Wien 6 und studierte nach der Matura von 1969 bis 1975 Medizin. Er war von 1975 bis 1979 am Landeskrankenhaus Korneuburg beschäftigt und arbeitete zudem am Krankenhaus Rudolfstiftung sowie am Landeskrankenhaus Mödling. Er führt seit 1979 eine Ordination in Perchtoldsdorf und ist Heimarzt am Landespflegeheim Perchtoldsdorf. Am 24. April 2013 wurde Machacek als Abgeordneter zum Landtag angelobt. Nach der Landtagswahl in Niederösterreich 2018 schied er aus dem Landtag aus.